# FK Metalac Gornji Milanovac
FK Metalac Gornji Milanovac (serbiska:ФК Металац Горњи Милановац) är en professionell fotbollsklubb från Gornji Milanovac i Serbien. De spelar i den serbiska superligan.

## Historia
Klubben grundades den 12 juni 1961 som FK Radnik. Skapandet av klubben backades från start upp av två lokala företag, Graditelj och Metalac. Klubben registrerades kort därefter hos det lokala fotbollsförbundet och de började snart tävla i de lokala ligorna. De bytte namn år 1965 till FK Metalac. 
1995 slogs klubben samman med FK Autoeksport, och tog sin plats i Morava-Šumadija Zonens Liga, på den fjärde fotbollsnivån i FR Jugoslavien. De skulle avancera ytterligare en nivå år 1997 i en kort sejour på en säsong för att sedan ta två raka avancemang så att man 2000 hade lyckats nå den näst högsta nivån. 
Säsongen 2008-09 så lyckades de nå femte plats på den andra nivån och skulle därmed för första gången i klubbens historia spela i serbiska superligan. Klubben har spenderat totalt 3 säsonger på högsta nivån. 

## Meriter
Serbiska Ligan Morava-området  (nivå 3)
- 2001–02 / 2006–07